# Douglas Churchill
Douglas George Churchill (7 de noviembre de 1948) es un deportista australiano que compitió en judo. Ganó dos medallas de oro en el Campeonato de Oceanía de Judo en los años 1970 y 1973.

## Palmarés internacional
| Campeonato de Oceanía | Campeonato de Oceanía | Campeonato de Oceanía | Campeonato de Oceanía |
| Año                   | Lugar                 | Medalla               | Categoría             |
| --------------------- | --------------------- | --------------------- | --------------------- |
| 1970                  | Numea (Francia)       | Medalla de oro        | –70 kg                |
| 1973                  | Sídney (Australia)    | Medalla de oro        | –70 kg                |